# Federalistische Partij
De Federalistische Partij (Engels: Federalist Party) was een politieke partij in de Verenigde Staten die vooral in de beginjaren van dat land grote invloed uitoefende. De partij werd gesticht door Alexander Hamilton, gewezen minister van Financiën in het kabinet van George Washington. Ze kende vooral in de dichtbevolkte staten in het noordoosten van het land grote aanhang. De partij stond voor een sterk centraal gezag waarbij de federale regering grote invloed op de individuele staten kon uitoefenen.
De presidentsverkiezingen van 1792 waren de eerste verkiezingen waarin georganiseerde politieke partijen tegenover elkaar stonden. George Washington was officieel partijloos (hij verafschuwde de politieke splitsing die partijen met zich meebracht) maar zijn beleid kwam in grote lijnen overeen met dat van de nieuw opgerichte Federalist Party. De oppositie tegen de partij werd gevoerd door de Democratisch-Republikeinse Partij van Thomas Jefferson.

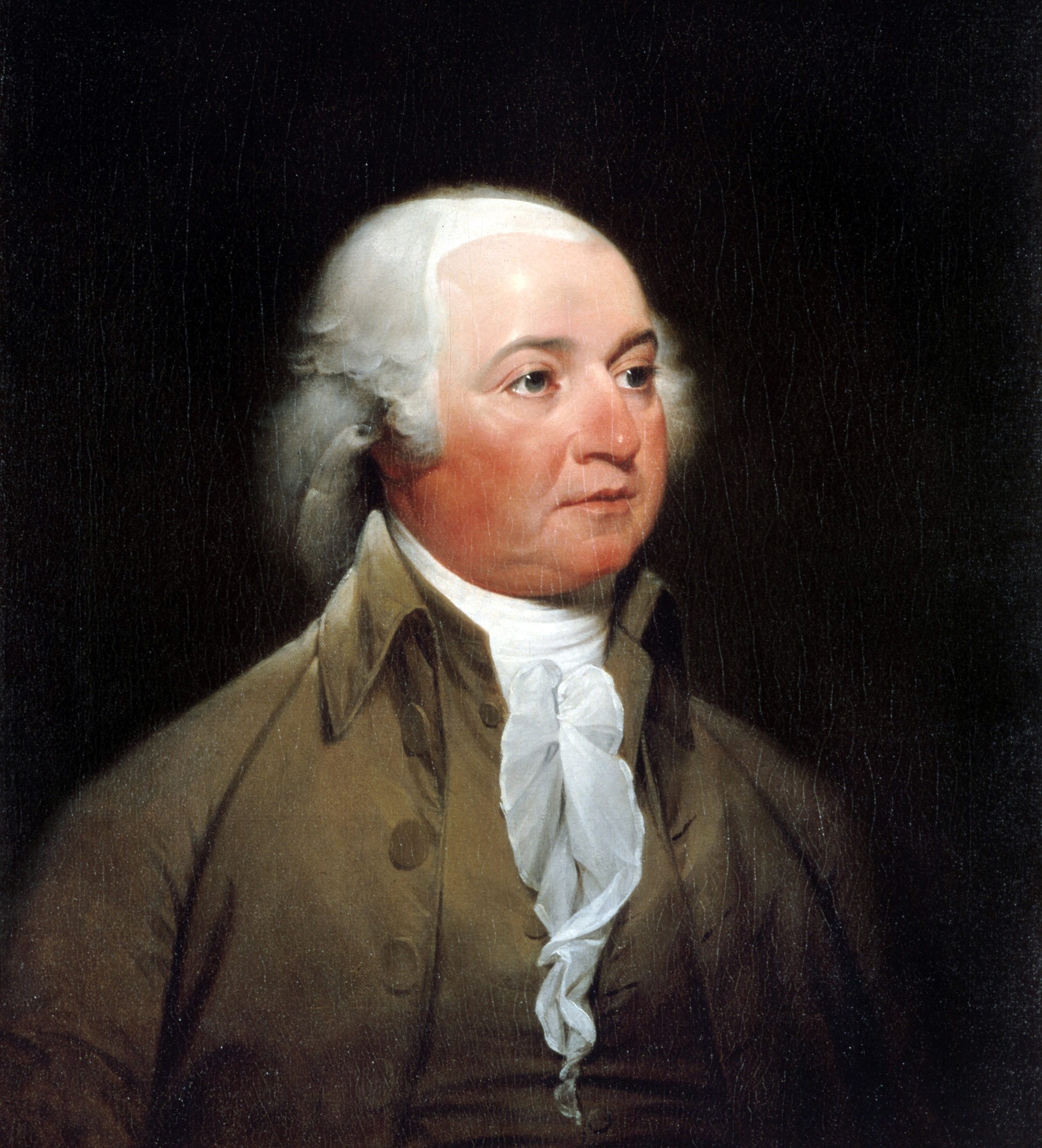
John Adams was de enige president van de VS die door de Federalistische Partij werd geleverd.

De door de oppositie vaak te pro-Brits genoemde partij domineerde tussen 1792 en 1801 de nationale politiek. Na het presidentschap van John Adams volgde echter een neergang die in 1820 tot het einde van de partij leidde. Restanten van de partij functioneerden nog tot in de jaren 1830 maar zonder enige invloed van betekenis.
De meest invloedrijke personen in de partij waren Hamilton, Washington en John Marshall, hoewel Washington en Marshall nooit formeel tot de partij waren toegetreden.